# Seznam guvernerjev Arkansasa
Seznam guvernerjev Arkansasa.

## Teritorij Arkansas,1819-1836
- James Miller 1819-1825
- George Izard 1825-1828
- Robert Crittenden (v.d.) 1828-1829
- John Pope (Demokrat) 1829-1835
- William Savin Fulton (Demokrat) 1835-1836

## Zvezna država ZDA,1836-danes
- James Sevier Conway (Demokrat) 1836-1840
- Archibald Yell (Demokrat) 1840-1844
- Samuel Adams (Demokrat, acting) 1844
- Thomas Stevenson Drew (Demokrat) 1844-1849
- Richard C. Byrd (Demokrat, acting) 1849
- John Selden Roane (Demokrat) 1849-1852
- Elias Nelson Conway (Demokrat) 1852-1860
- Henry Massey Rector (Demokrat) 1860-1862
- Harris Flanagin (Demokrat) 1862-1864
- Isaac Murphy (Unionist) 1864-1868
- Powell Clayton (Republikanec) 1868-1871
- Ozra Amander Hadley (Republikanec, acting) 1871-1873
- Elisha Baxter (Republikanec) 1873-1874
- Augustus Hill Garland (Demokrat) 1874-1877
- William Read Miller (Demokrat) 1877-1881
- Thomas James Churchill (Demokrat) 1881-1883
- James Henderson Berry (Demokrat) 1883-1885
- Simon Pollard Hughes mlajši (Demokrat) 1885-1889
- James Philip Eagle (Demokrat) 1889-1893
- William Meade Fishback (Demokrat) 1893-1895
- James Paul Clarke (Demokrat) 1895-1897
- Daniel Webster Jones (Demokrat) 1897-1901
- Jefferson Davis (Demokrat) 1901-1907
- John Sebastian Little (Demokrat) 1907
- John Isaac Moore (Demokrat, acting) 1907
- Xenophon Overton Pindall (Demokrat, acting) 1907-1909
- Jesse M. Martin (Demokrat, acting) 1909
- George Washington Donaghey (Demokrat) 1909-1913
- Joseph Taylor Robinson (Demokrat) 1913
- William Kavanaugh Oldham (Demokrat, acting) 1913
- Junius Marion Futrell (Demokrat, acting) 1913
- George Washington Hays (Demokrat) 1913-1917
- Charles Hillman Brough (Demokrat) 1917-1921
- Thomas Chipman McRae (Demokrat) 1921-1925
- Tom Jefferson Terral (Demokrat) 1925-1927
- John Ellis Martineau (Demokrat) 1927-1928
- Harvey Parnell (Demokrat) 1928-1933
- Junius Marion Futrell (Demokrat) 1933-1937
- Carl Edward Bailey (Demokrat) 1937-1941
- Homer Martin Adkins (Demokrat) 1941-1945
- Benjamin Travis Laney (Demokrat) 1945-1949
- Sidney Sanders McMath (Demokrat) 1949-1953
- Francis Cherry (Demokrat) 1953-1955
- Orval Faubus (Demokrat) 1955-1967
- Winthrop Rockefeller (Republikanec) 1967-1971
- Dale Bumpers (Demokrat) 1971-1975
- Bob C. Riley (Demokrat, acting) 1975
- David Pryor (Demokrat) 1975-1979
- Joe Purcell (Demokrat, acting) 1979
- William J. Clinton (Demokrat) 1979-1981
- Frank D. White (Republikanec) 1981-1983
- William J. Clinton (Demokrat) 1983-1992
- Jim Guy Tucker (Demokrat) 1992-1996
- Mike Huckabee (Republikanec) 1996-2006
- Mike Beebe (Demokrat) 2006-